# Jonathan Barboza
Jonathan Barboza, vollständiger Name Jonathan Daniel Barboza Bonilla, (* 2. November 1990 in Montevideo) ist ein uruguayischer Fußballspieler.

## Karriere
Der 1,80 Meter große Mittelfeldakteur Barboza wurde Anfang September 2010 von Liverpool Montevideo innerhalb Montevideos an den Club Atlético Rentistas ausgeliehen. Zur Saison 2011/12 kehrte er zum Liverpool Fútbol Club zurück und bestritt in jener Spielzeit 24 Erstligaspiele, in denen er zwei Tore schoss. 2012/13 kam er bei den Montevideanern 21-mal (ein Tor) in der Primera División zum Einsatz und lief in fünf Begegnungen (kein Tor) der Copa Sudamericana 2012 auf. Die Spielzeit 2013/14, die für seinen Verein mit dem Abstieg in die Segunda División endete, nutze er dazu, seine Einsatzstatistik um 23 weitere Spiele und zwei Tore in der Primera División zu erhöhen. Am 8. August 2014 wechselte er auf Leihbasis zum Schweizer Zweitligisten FC Lugano. In der Saison 2014/15 wurde er dort viermal (kein Tor) in der Challenge League eingesetzt. Anfang Januar 2015 kehrte er zunächst zum Liverpool Fútbol Club zurück. Im Februar 2015 wurde er abermals verliehen. Seither ist sein Arbeitgeber der Erstligist Sud América, für den er in der Clausura 2015 sechsmal (kein Tor) in der Primera División auflief. In der Spielzeit 2015/16 kam er 29-mal (kein Tor) in der Liga zum Einsatz. Nach 14 weiteren absolvierte Ligaspielen (ein Tor) in der Saison 2016 wurde er Mitte Januar 2017 vom Club Atlético Cerro verpflichtet. Mit Saisonbeginn 2019 ist Barboza zu den Montevideo Wanderers transferiert und war dort bis 2021 unter Vertrag.
Nach knapp 79 Spielen für die Montevideo Wanderers hat Barboza zu Progreso gewechselt, blieb dort jedoch nur für knapp ein Jahr. Für knapp ein halbes Jahr blieb er dann bei Irodotos, bevor er bis 2023 bei Sante Fe unter Vertrag stand. Seit August 2023 spielt er bei River Plate.